# Hugh Bird
Hugh Bird é um engenheiro britânico de Fórmula 1 que atualmente é o engenheiro de corrida de Sergio Pérez na equipe da Red Bull Racing.

## Carreira
Depois de se formar na Universidade de Cambridge, Bird iniciou sua carreira no automobilismo em 2012 como engenheiro de simulação e análise da Red Bull Racing. Ele então se tornou um engenheiro de desempenho de simulação em 2015, permanecendo nessa função até 2017. Para o Campeonato Mundial de Fórmula 1 de 2018, ele foi nomeado engenheiro de desempenho de Max Verstappen em um período em que o neerlandês conquistou sete vitórias e vários pódios. Ele foi nomeado engenheiro de corrida sênior de Sergio Pérez para o Campeonato Mundial de Fórmula 1 de 2021, treinando o mexicano para uma vitória e o quarto lugar no Campeonato de Pilotos.